# Anastasis (álbum de Dead Can Dance)
Anastasis es el octavo álbum de estudio de la banda británico-australiana Dead Can Dance. Es el primero después de que Brendan Perry y Lisa Gerrard disolvieran la agrupación en 1998. Fue lanzado oficialmente el 13 de agosto de 2012 por PIAS Recordings, 16 años después del último álbum del grupo, Spiritchaser. También es el primer álbum de la banda desde que dejó la discográfica 4AD. "Anastasis" (Aναστασις) es la palabra griega para "resurrección".
Hasta la fecha, Anastasis ha vendido más de 150.000 copias en todo el mundo. En 2014, recibió una doble certificación de oro de la Independent Music Companies Association, que indicó ventas de al menos 150.000 copias en toda Europa.

## Lista de canciones
| N.º | Título                   | Duración |  |
| 1.  | «Children of the Sun»    | 7:33     |  |
| 2.  | «Anabasis»               | 6:50     |  |
| 3.  | «Agape»                  | 6:54     |  |
| 4.  | «Amnesia»                | 6:36     |  |
| 5.  | «Kiko»                   | 8:01     |  |
| 6.  | «Opium»                  | 5:44     |  |
| 7.  | «Return of the She-King» | 7:51     |  |
| 8.  | «All in Good Time»       | 6:37     |  |

## Ranking
| Ranking (2019)          | Posición más alta |
| ----------------------- | ----------------- |
| 1                       |                   |
| Swiss Albums (Romandie) | 1                 |
| Poland Albums Top 50    | 1                 |
| Dutch Albums Top 100    | 6                 |
| Germany Albums Top 50   | 7                 |
| Belgium Albums Top 50   | 11                |
| France Albums Top 150   | 13                |
| Italy Albums Top 100    | 13                |
| Swiss Albums Top 100    | 15                |
| Austria Albums Top 75   | 24                |
| Ireland Albums Top 100  | 34                |
| US Albums Top 100       | 46                |
| UK Albums Top 75        | 68                |
| Spain Albums Top 100    | 85                |

## Certificaciones
| País    | Organismo certificador | Certificación | Ventas certificadas | Ref.   |
| ------- | ---------------------- | ------------- | ------------------- | ------ |
| Polonia | ZPAV                   | Oro           | 10.000              | [ 13 ] |